# F.C. De Kampioenen (franchise)

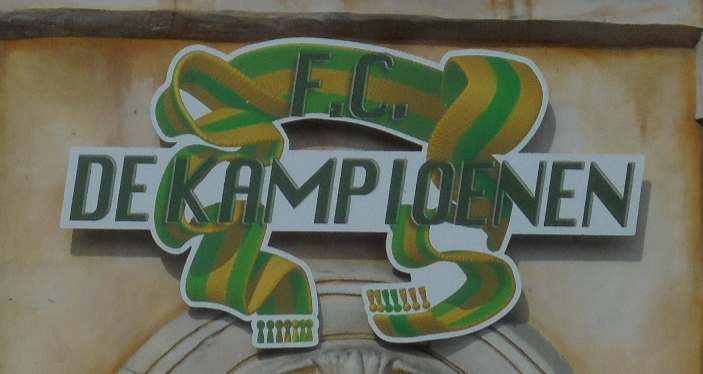
Café F.C. De Kampioenen

F.C. De Kampioenen is een Vlaamse franchise die voortgaat op de bestaande sitcom. Ze omvat naast de televisieserie twee stripreeksen en vier films.

## Verhaal
De franchise draait rond een fictieve, minder kwaliteitsvolle amateurploeg waarbij er wordt gefocust op het dagelijkse leven van deze spelers, hun vrouwen en nevenpersonages. De voetbalploeg bestaat uit gekarikaturiseerde personages met als antagonist gewoonlijk een vijandige buurman.
De vijandige buurman is eerst DDT (gespeeld door Jacques Vermeire). Later wordt de buurman in zowel de stripreeks als de televisieserie BTW (gespeeld door Jakob Beks). Na BTW wordt de antagonist Fernand (gespeeld door Jaak Van Assche). DDT maakt nog wel later in de televisieserie een gastoptreden in de laatste aflevering van reeks 20. Hij keert ook terug in de tweede film F.C. De Kampioenen 2: Jubilee General!, in de derde film F.C. De Kampioenen 3: Forever en in de vierde film F.C. De Kampioenen 4: Viva Boma!. In de stripreeks maakt DDT nog in sommige albums een gastoptreden. BTW komt enkel nog terug in de stripreeks.
De meeste afleveringen halen humor uit misverstanden die meestal door Carmen worden veroorzaakt.

## Televisieserie
F.C. De Kampioenen was een komische, Vlaamse televisieserie van de Vlaamse openbare omroep. Deze serie liep van 6 oktober 1990 tot 26 februari 2011 en telde 21 seizoenen. Deze worden nog regelmatig heruitgezonden en herbekeken. In 2014 waren de heruitzendingen goed voor gemiddeld 1.062.800 kijkers. Het is de op een na langstlopende Vlaamse komedieserie, maar wel de succesvolste.
In 2020 volgde een eenmalige extra aflevering, een kerstspecial ter ere van de dertigste verjaardag van de reeks en als eerbetoon aan Johny Voners, die Xavier speelde en in 2020 overleed. Na deze aflevering besloten de acteurs om definitief te stoppen met de reeks.

### Afleveringen
Er verschenen 21 seizoenen met elk 13 afleveringen. In totaal telt de serie dus 273 afleveringen. Een seizoen van F.C. De Kampioenen wordt een reeks genoemd. Vanaf reeks 1 tot en met reeks 8 was DDT de belangrijke antagonist. Jacques Vermeire stapt echter in 1998 over  naar de VTM (huidige Medialaan). Dus vanaf 1998 was de antagonist 2 seizoenen BTW, maar door de impopulariteit van dit personage werd hij vervangen door Fernand. Hij bleef de vijandige buurman van 2000 tot het laatste seizoen in 2011.

### Personages
| Personage                             | Acteur                                                    | Periode         | Seizoenen | Afleveringen                                                       | Films | Kerstspecial |
| ------------------------------------- | --------------------------------------------------------- | --------------- | --------- | ------------------------------------------------------------------ | ----- | ------------ |
| Balthasar Boma                        | Marijn Devalck                                            | 1990-2011       | 1-21      | 1-273                                                              | 1-4   | Ja           |
| Pascale De Backer                     | Danni Heylen                                              | 1990-2011       | 1-21      | 1-273                                                              | 1-4   | Ja           |
| Xavier Waterslaeghers                 | Johny Voners                                              | 1990-2011       | 1-21      | 1-273                                                              | 1-4   | Nee          |
| Carmen Waterslaeghers                 | Loes Van den Heuvel                                       | 1990-2011       | 1-21      | 1-241, 244, 246-273                                                | 1-4   | Ja           |
| Doortje Van Hoeck                     | Ann Tuts                                                  | 1990-2011       | 1-21      | 1-101, 105-126, 131-258, 260-273                                   | 1-4   | Ja           |
| Bieke Crucke                          | An Swartenbroekx                                          | 1990-2011       | 1-21      | 1-6, 8-10, 12-16, 21-101, 105-132, 134-135, 137-264, 266-273       | 1-4   | Ja           |
| Marc Vertongen                        | Herman Verbruggen                                         | 1990, 1992-2011 | 1, 3-21   | 1, 3-4, 9, 11-13, 29, 33, 36, 47-86, 88, 90-264, 266-273           | 1-4   | Ja           |
| Pol De Tremmerie                      | Ben Rottiers                                              | 1994-2011       | 5-21      | 53-258, 260-273                                                    | 1-4   | Ja           |
| Fernand Costermans                    | Jaak Van Assche                                           | 2000-2011       | 10-21     | 129-205, 207-257, 259-273                                          | 1-4   | Ja           |
| Maurice de Praetere                   | Tuur De Weert                                             | 2003-2011       | 13-21     | 168-173, 175-176, 179-182, 184-187, 189, 191-253, 255-257, 259-273 | 1-4   | Ja           |
| Goedele Decocq                        | Machteld Timmermans                                       | 2009-2011       | 19-21     | 246-248, 250, 252, 255, 257, 259, 262-265, 267-269, 273            | 1-4   | Ja           |
| Ronald Decocq                         | Niels Destadsbader                                        | 2010-2011       | 20-21     | 250, 254-255, 258, 261-262, 264-267, 269, 271-273                  | 1-4   | Ja           |
| Dimitri De Tremmerie (DDT)            | Jacques Vermeire                                          | 1990-1998, 2010 | 1-8, 20   | 1-104, 260                                                         | 2-4   | Ja           |
| Bernard Theofiel Waterslaeghers (BTW) | Jakob Beks                                                | 1998-2000       | 9-10      | 105-130                                                            | 4     | Nee          |
| Oscar Crucke                          | Carry Goossens                                            | 1990-1993       | 1-4       | 1-52                                                               | 2-4   | Nee          |
| Pico Coppens                          | Walter Michiels                                           | 1990-1993       | 1-4       | 1-52                                                               |       | Nee          |
| Nero                                  | Moestiek (1992-2001) Sloeber (2001-2004) Lily (2004-2011) | 1992-2011       | 3-21      | 28-273                                                             | 1-4   | Ja           |

## Remakes

### De Victorie
In 1994 is er een Nederlandse remake gemaakt van de originele serie genaamd De Victorie. Dit was echter geen succes en liep maar 1 seizoen met een totaal van 13 afleveringen.

### Clube dos Campeões
In 1999 is er een Portugese remake gemaakt van de serie genaamd Clube dos Campeões. Dit liep 2 seizoenen van 1999 tot 2000 met een totaal van 26 afleveringen.

## Stripreeksen

### F.C. De Kampioenen
In 1997 startte Hec Leemans een gelijknamige vedettestripreeks gebaseerd op de televisieserie. Hij was al bekend van Bakelandt en wou eens iets anders. Daarom dat die besloot om deze komedie te maken.   De stripreeks behoort tegenwoordig tot 1 van de 5 best verkopende stripreeksen in Vlaanderen samen met De avonturen van Urbanus, Jommeke, Suske en Wiske en De Kiekeboes. De stripreeks volgt enkel de grote verhaallijnen van de televisieserie zoals nieuwe karakters en de bruiloft van Mark en Bieke, maar de albums staan los van de afleveringen.
De eerste antagonist DDT is een hoofdpersonage in Album 1-6. Hij maakt later nog gastoptredens.
Vervolgens is BTW de belangrijke antagonist in album 7-16. Hij maakt in tegenstelling tot de televisieserie wel degelijk later gastoptredens. Uiteindelijk speelt Fernand de antagonist in album 18 tot op heden. Fernand duikt al wel al op in album 17.
In december 2013 verscheen er een stripboek gelijktijdig met de eerste Kampioenenfilm. Album 79 geeft het verhaal van de film een andere draai.
(*) Hec Leemans schrijft in de strip Mark met een 'k', in de serie echter wordt Marc met een 'c' geschreven.

### Vertongen & Co
Eind 2011 startte Hec Leemans ook een spin-off van de stripreeks genaamd Vertongen & Co. Hierin hebben de personages Mark Vertongen en Paulien Vertongen de hoofdrol.
(*) Hec Leemans schrijft in de strip Mark met een 'k', in de serie echter wordt Marc met een 'c' geschreven.

## Langspeelfilms
Sinds 1993 poogt men om er een langspeelfilm van de televisieserie te maken. In 2013 verscheen F.C. De Kampioenen: Kampioen zijn blijft plezant en in 2015 verscheen F.C. De Kampioenen 2: Jubilée Général!. Een derde film, F.C. De Kampioenen 3: Kampioenen Forever, ging in première in december 2017. De laatste film ging in december 2019 in première en heet F.C. De Kampioenen 4: Viva Boma!.

### F.C. De Kampioenen: Kampioen zijn blijft plezant
Sinds 1993 wordt er gepoogd om een kampioenenfilm te maken. Dit verliep moeizaam. Op 18 december 2013 verscheen de eerste film van de Kampioenen.
De bioscooppremière trok in het openingsweekend 130.000 bezoekers, het hoogste aantal in de Belgische filmgeschiedenis.
Tijdens de kerstvakantie van 2013 kwamen er meer dan 500.000 bezoekers naar de film kijken. Nooit eerder gingen zo veel mensen in zo weinig tijd (18 dagen) naar een Belgische film kijken.
Op 11 februari 2014 kwamen er reeds 750.000 bezoekers naar de film kijken. Hiermee is de film de 5de meest succesvolste Belgische film. Ook de 3 vervolgen staan in de top 13.

### F.C. De Kampioenen 2: Jubilée Général!
Op 28 oktober 2015 kwam de tweede Kampioenenfilm in de zalen.

### F.C. De Kampioenen 3: Kampioenen Forever
Op 10 januari 2016 werd aangekondigd dat er een derde Kampioenenfilm op komst is. De opnames zijn gepland voor mei 2017 en de zomer van dat jaar, op 20 december 2017 is de film in de zalen verschenen. Jan Verheyen heeft ook deze film geregistreerd. 
In deze film trekken enkele Kampioenen naar Afrika. Op 21 maart 2017 werd de titel aangekondigd door het productiebedrijf Skyline Entertainment. Het script werd geschreven door An Swartenbroekx, Bart Cooreman, Bart Vaessen, Johan Gevers en Steve De Wilde. In het najaar van 2017 kwam er naar aanleiding van de film ook een nummer uit, geschreven door Kathleen Aerts en Regi. Ook Niels Destadsbader bracht een nummer uit.

### F.C. De Kampioenen 4: Viva Boma!
Op 10 mei 2018 werd bekendgemaakt dat er een vierde Kampioenenfilm komt. De opnames gaan door in maart en april 2019. Jan Verheyen wordt opnieuw regisseur. In het najaar van 2019 is deze film in de bioscoop gekomen. De film speelt zich volledig in België. Voor de finale van de film trekken de cast en crew naar Aalst Carnaval. Op 22 februari werd het verhaal en het logo bekend gemaakt door Independent Films. Op 24 februari werden de carnavalswagens gedoopt door Herman Verbruggen en Loes Van den Heuvel. Op 27 juni 2019 lanceerde Skyline Entertainment de teaser en filmposter. Later dat jaar verscheen er een nieuwe single van Niels Destadsbader en de carnavalshit van Loes Van den Heuvel. Op 1 april 2020 kwam de dvd uit.

## Andere media

### Leesboeken
In 2010 kwam er naar aanleiding van het laatste seizoen van de televisieserie een fanboek uit genaamd Kampioen zijn is plezant. Tegelijkertijd werden er in 2010 en 2011 telkens 2 leesboeken geschreven door Bas D'Hondt (pseudoniem van Bavo Dhooge) op basis van de televisieserie, maar met andere verhaallijnen. In 2012 verscheen er van de eerste 3 boeken een omnibus genaamd 3x Leesplezier. Op 13 december 2013 verscheen er naar aanleiding van de eerste film een boekvorm van de film. Dit is een uitbreiding dan de film.

#### Serie
1. De ark van Mark, Bas D'hondt
2. De buitenaardse Boma, Bas D'hondt
3. Carmen op de catwalk, Bas D'hondt
4. Fernand op Facebook, Bas D'hondt

#### Specials
- Kampioen zijn is plezant, Rik Stallaerts, 2010
- 3x Leesplezier, Bas Dhondt, 2012
- Kampioen zijn blijft plezant, An Swartenbroekx, Hec Leemans, Bart Cooreman, Johan Gevers, 2013
- Jubilee General!, An Swartenbroekx, Hec Leemans, Bart Cooreman, Johan Gevers, 2015

### Muziek

#### The Championettes
The Championettes zijn een meidengroep uit de jaren 90 bestaande uit de 4 vrouwelijke hoofdpersonages van de televisieserie. Ze maakten een comeback in de tweede kampioenenfilm.

#### Marijn Devalck & Balthasar Boma
De zanger Marijn Devalck bracht twee liedjes uit die hij uitvoert in duet met zichzelf als zijn personage in de televisieserie Balthasar Boma. Deze liedjes dienen als actie om autisme te steunen. Het eerste nummer werd opgevoerd op Tien Om Te Zien. In 1995 verscheen het eerste nummer Jan met de pet, later verscheen er het tweede nummer Boma.

### Merchandise
Er werden merchandiseartikelen op de markt gebracht, variërend van een boek, gezelschapsspellen, een sjaal, muts, deken, dekbedovertrek, brood- en fruitdoos, tassen, bekers, glazen onderleggers.
Om de tweede Kampioenenfilm te vieren, wordt er een Kampioenenbier gelanceerd genaamd 'De Dagschotel'. Dit gaat gepaard met een nieuwe app om de flesjes te laten praten.
Er is in 2013 een boek verschenen van de eerste film. In 2015 kwam het boek van de tweede film uit. Jubilee General! en Forever hebben ook een dubbel-cd.

## Expositie
Na de laatste opnamen van F.C. De Kampioenen werden de decorstukken tentoongesteld. De expositie liep van eind december 2010 tot eind maart 2011 in station Antwerpen-Centraal Van juli tot begin september 2011 was de expositie onder de naam "F.C. De Kampioenen aan zee" te zien in het Kursaal Oostende.
Na de expositie werden bijna alle decors van de televisieserie weggegooid omdat ze te veel gebruikt waren.
Van de grote decorstukken is alleen het "Bolleke", het autootje waar Marcske mee rondreed in de serie, behouden gebleven en staat bij Herman Verbruggen thuis in de hal Ook zijn de kostuums van de acteurs, de juwelen en wat herkenbare spullen bewaard gebleven. Het café werd nagebouwd in Plopsaland De Panne als tijdelijke attractie bij speciale gelegenheden.

## Prijzen en nominaties

### F.C. De Kampioenen(televisieserie)
F.C. De Kampioenen won meerdere prijzen. Dit is een (onvolledig) overzicht:
- 1992: 
  - Het Gouden Oog 1991 Gewonnen in categorie Beste fictie
  - Het Gouden Oog 1991 Gewonnen in categorie Beste acteur (Jacques Vermeire voor zijn rol als DDT)
- 1993: 
  - Het Gouden Oog 1992 Gewonnen in categorie Vlaamse fictie (opvolger Beste fictie)
  - Het Gouden Oog 1992 Gewonnen in categorie Beste actrice (Loes Van den Heuvel voor haar rol als Carmen)
  - Het Gouden Oog 1992 Gewonnen in categorie Beste acteur (Jacques Vermeire voor zijn rol als DDT)
- 1994: 
  - Het Gouden Oog 1993 Gewonnen in categorie Vlaamse fictie
  - Het Gouden Oog 1993 Gewonnen in categorie Beste actrice (Loes Van den Heuvel voor haar rol als Carmen)
- 1995 
  - Het Gouden Oog 1994 Gewonnen in categorie Vlaamse komedie (Vlaamse Fictie splitst in drama en komedie)
  - Het Gouden Oog 1994 Gewonnen in categorie Beste actrice (Loes Van den Heuvel voor haar rol als Carmen)
- 1996 
  - Het Gouden Oog 1995 Gewonnen in categorie Vlaamse komedie
  - Het Gouden Oog 1995 Gewonnen in categorie Beste actrice (Loes Van den Heuvel voor haar rol als Carmen)
- 1997 
  - Het Gouden Oog 1996 Gewonnen in categorie Beste acteur (Jacques Vermeire voor zijn rol als DDT)
  - Het Gouden Oog 1996 Gewonnen in categorie Vlaamse komedie
- 1998 
  - Het Gouden Oog 1997 Gewonnen in categorie Vlaamse komedie
- 2006
  - Prijs voor het collectief geheugen van TeVe-Blad (eenmalig)
- 2007
  - BVN-bokaal van de kijker voor beste programma
  - Telenet Kids Awards Gewonnen in de categorie Beste televisieprogramma
- 2008
  - EIC Award voor succesvolle dvd-verkoop reeks 17
- 2009
  - EIC Award voor succesvolle dvd-verkoop reeks 18
- 2011
  - EIC Award voor succesvolle dvd-verkoop reeks 20

F.C. De Kampioenen werd ook enkele malen voor een prijs genomineerd, die het uiteindelijk niet won. Eveneens een (onvolledig) overzicht:
- 2008: 
  - nominatie voor beste programma op Telenet Kids Awards
- 2009: 
  - nominatie voor beste programma op Telenet Kids Awards

### F.C. De Kampioenen (stripreeks)
F.C. De Kampioenen won meerdere prijzen. Dit is een (onvolledig) overzicht:
- 2000
  - Rookie Prijs op Stripfestival Middelkerke
- 2003
  - Beste strip op Stripfestival Sluis
- 2006
  - Telenet Kids Awards Gewonnen in de categorie Beste strip
- 2012
  - Stripprijs van de Noordzee, Gewonnen op Stripfestival Knokke-Heist

### F.C. De Kampioenen (films)
De films van F.C. De Kampioenen wonnen meerdere prijzen. Dit is een (onvolledig) overzicht:
- 2013
  - Het gala van de gouden K's 2013 in de Categorie "Bioscoopfilm van het jaar" (voor F.C. De Kampioenen: Kampioen zijn blijft plezant)
- 2015
  - Het gala van de gouden K's 2015 in de Categorie "Bioscoopfilm van het jaar" (voor F.C. De Kampioenen 2: Jubilee General!)
- 2017
  - Het gala van de gouden K's 2017 in de Categorie "Bioscoopfilm van het jaar" (voor F.C. De Kampioenen 3: Forever)
- 2019
  - Het gala van de gouden K's 2019 in de Categorie "Bioscoopfilm van het jaar" (voor F.C. De Kampioenen 4: Viva Boma!)

Zal 't gaan, ja? · Mijn gedacht! · Buziness is buziness · Vliegende dagschotels · 't Is niet waar, hé? · De dubbele dino's · Kampioen zijn is plezant! · Kampioenen op verplaatsing · Tournee Zénérale · De ontsnapping van Sinterklaas · Xavier in de puree · Het sehks-schandaal · De kampioenen maken een film · Oma Boma · De huilende hooligan · Bij Sjoeke en Sjoeke · Het geval Pascale · De simpele duif · Supermarkske · Supermarkske slaat terug · Kampioenen aan zee · Boma in de coma · De dader heeft het gedaan · De wereldkampioenen · Sergeant Carmen · Het spiedende oog · Vertongen en zoon · Man, man, man! · Stem voor mij! · Gebakken lucht · Kampioenen op wielen · De zeep-serie · Kampioenen in Afrika · Supermarkske op de bres · Agent Vertongen · De trouwpartij · Kampioenen op latten · Buffalo Boma · De vliegende reporter · De groene zwaan · Xavier gaat vreemd · De lastige kampioentjes · Boma in de wellness · De antieke antiquair · Alle hens aan dek  · Supermarkske op het slechte pad  · De schat van de Macboma's · De Jobhopper · De Kampioenen in het circus · 50 Kaarsjes... · Baby Vertongen · De nies van de neus · Don Padre Padrone · De rally van tante Eulalie · Paulientje op de dool · Miss Moeial · Carmen in het nieuw · Het geheim van de kampioentjes · De Afronaut · De erfenis van Maurice · De Kampioenen maken ambras · Oma Boma trainer · DDT doet weer mee · 20 jaar later · De Kampioenen in Pampanero · Kampioentjes verliefd · Supermarkske is weer fit · De pil van Pol · Vertongen Vampier · Fernand gaat trouwen · De verdwenen kampioenen · Xaverius De Grote · Komen vreten · Dolle Door · Hello poepa · De vinnige voetballer · Vijftig tinten paarsblauw · Dokter Jekyll en mister Vertongen · De kampioenen van de filmset · De Kampioentjes en het spookkasteel · De Kampioenen in Rio · Boma op de klippen · Op zoek naar Neroke · Supermarkske bakt ze bruin · De Corsicaanse connectie · De lotto-kampioen · DDT op het witte doek · De geniale djinn · Paniek in de Pussycat · De kampioentjes maken het bont · De malle mascotte · De pakjesoorlog · Supermarkske is weer proper · De tandartsassistente · Maurice de zwijger · Pol en Doortje gaan scheiden · Allemaal cinema! · Boma burgemeester · De nieuwe kolonel · Alles loopt in het honderd · De bucketlist van Xavier · Bibi Carmen · De kampioentjes en de kroonprins · Vrouwen aan de macht · Patatten en saucissen · De bronzen beker · Supermarkske en de 7 dwergen · De Kampioenen trappen door · De grimas van een paljas · De verjaardagstaart · Kampioenen aan het front · Boma in de val · Terug naar Splotsj · Ginette · Gespuis in huis · De knecht van tante Eulalie · De bal is rond · De strijd der titanen